# Pico Espadas
O Pico Espadas ou Pico de Espadas está localizado junto ao Pico Posets no maciço de mesmo nome, nos Pirenéus. Possui uma altitude de 3332 m, fazendo dele o quinto pico mais alto desta cordilheira. O seu cume-pai é o Pico Posets, a menos de 1 km para nordeste.